# Rocío Molina Cruz
Rocío Molina Cruz (Torre del Mar, España, 1984), conocida como Rocío Molina, es una bailaora y coreógrafa española. En 2010, junto a Àngels Margarit, obtuvo el Premio Nacional de Danza que otorga el Ministerio de Cultura de España en la modalidad de interpretación. 
Medalla de Oro al Mérito en las Bellas Artes 2022.

## Biografía
Con sólo tres años tuvo su primer contacto con la danza. Y desde entonces el flamenco ha protagonizado su intensa trayectoria, iniciada en Málaga. En 2002 se graduó con matrícula de honor en el Conservatorio Superior de Danza de Madrid, y un año antes, ya estaba bailando en la compañía de María Pagés, donde realizó su primera incursión en lo coreográfico, creando una coreografía para el espectáculo Las Cuatro Estaciones.
Fue unos años después cuando la bailaora, a los 21 años, presentó su primera obra como creadora, Entre paredes. En el Festival de Jerez de 2006, Rocío Molina estrenó El eterno retorno, una obra inspirada en textos de Nietzsche, con dirección musical de Juan Carlos Romero, dirección escénica de Pepa Gamboa y la colaboración de Teresa Nieto y Pasión Vega. Con esta obra recibió calurosas críticas como creadora emergente.
Otros espectáculos estrenados son Turquesa como el limón (2006), en dúo con Rozalén y visto en el Teatro Pradillo de Madrid, Almario (2007), Cuando las piedras vuelen (2009), Danzaora (2013) estrenado para la primera Bienal de Arte Flamenco del Teatro Nacional de Danza de Chaillot, y Bosque Ardora (2015), estrenado en Sevilla.
Desde la temporada 2015-2016, Rocío Molina es artista asociada del Teatro Nacional de Danza de Chaillot, en París, iniciando su colaboración con dos improvisaciones representadas en el foyer del teatro. Seguirán en 2016 Caída del Cielo, y Afectos en 2017 con Rosario La Tremendita para la 3ª bienal de Arte Flamenco. En 2018 estrena Grito Pelao con Silvia Pérez Cruz en el Festival de Aviñón donde el público las ovacionó. Se representó en Chaillot en 2019. En 2020, participa en la 4ª Bienal de Arte Flamenco con Impulso, una velada performance en la que baila con sus artistas invitados.

## Premios
Entre los galardones que ha recibido figuran el de bailarina sobresaliente en el XI Certamen de Coreografía de Danza Española y Flamenco, el premio de la crítica Flamenco Hoy a la bailarina revelación 2006 y dos premios Max en 2017: a la mejor intérprete de danza y mejor coreografía por su espectáculo Caída del cielo. En 2010, obtuvo el Premio Nacional de Danza que otorga el Ministerio de Cultura de España, y en 2011 la Medalla de oro de la provincia de Málaga en 2011.
En 2017, el periódico El Mundo incluyó a Rocío Molina entre las 50 personas homosexuales más influyentes de España.
En 2022, obtuvo el León de Plata por la Bienal de Danza de Venecia, por sus coreografías «vanguardistas, singulares y de una potencia innata».
En 2022 recibió Medalla de Oro al Mérito en las Bellas Artes 2022,  concedida por El Consejo de Ministros, a propuesta del ministro de Cultura y Deporte de España.